# Raïon de Touriïsk
Le raïon de Touriïsk (en ukrainien : Турійський район, Touriïskyï raïon ; en russe : Турийский район, Touriïski raïon) est une subdivision administrative de l'oblast de Volhynie, dans l'ouest de l'Ukraine. Son centre administratif est la commune urbaine de Touriïsk.

## Géographie
Le raïon s'étend sur 1 205 km2 dans la partie centrale de l'oblast. Il est limité au nord par le raïon de Stara Vyjivka, à l'est par le raïon de Kovel et le raïon de Rojychtche, au sud par le raïon de Lokatchi et à l'ouest par le raïon de Volodymyr-Volynskyï et le raïon de Liouboml. Il est traversé par la Touria, affluent du Pripiat.

## Histoire
Le raïon a été établi le 17 janvier 1940 par un décret du Présidium du Soviet suprême de l'URSS.

## Population

### Démographie
Recensements (*) ou estimations de la population :
| 1959*  | 1970*  | 1979*  | 2001*  | 2009   | 2010   | 2011   |
| ------ | ------ | ------ | ------ | ------ | ------ | ------ |
| 32 854 | 37 939 | 34 731 | 29 043 | 26 897 | 26 785 | 26 552 |

### Subdivisions
Le raïon compte :
- deux communes urbaines : Touriïsk et Loukiv
- 74 villages